# Physique numérique
 (février 2025).
La physique numérique (ou parfois physique informatique) est l'étude et l'implémentation d'algorithmes numériques dans le but de résoudre des problèmes physiques pour lesquels une théorie existe déjà. Elle est souvent considérée comme une sous-discipline de la physique théorique mais certains la considèrent comme une branche intermédiaire entre la physique théorique et la physique expérimentale.
En général, les physiciens définissent un système et son évolution grâce à des formules mathématiques précises. Il arrive souvent que la solution des équations basées sur les principes de la physique fondamentale ne soit pas adaptée à la description du système. Ceci est particulièrement vrai dans le cas de la mécanique quantique, où seulement une poignée de modèles simples possèdent des solutions analytiques complètes. Dans les cas où les systèmes ont seulement des solutions numériques, des calculs numériques sont employés.

## Domaines d'application
Les calculs numériques sont employés couramment, notamment dans le cadre de la physique du solide, de la mécanique des fluides, de la théorie quantique des champs, de la théorie de la mesure, et dans bien d'autres secteurs. En physique du solide, par exemple, l'outil informatique est employé avec la théorie fonctionnelle de le densité afin de calculer des propriétés des solides ; les chimistes utilisent une méthode semblable pour étudier les molécules. En physique du solide, l'organisation électronique de la matière, les propriétés magnétiques et les densités électroniques de charge peuvent être calculées par plusieurs méthodes, y compris par calcul numérique et les méthodes ab initio (via différentes théories et/ou méthodes).
Beaucoup d'autres problèmes numériques plus généraux se retrouvent inévitablement dans le domaine de la physique numérique, bien qu'ils pourraient être considérés comme des problèmes purement mathématiques. Ceux-ci sont :
- Résolution des équations ;
- Évaluation d'intégrales ;
- Méthodes stochastiques, particulièrement la méthode de Monte-Carlo ;
- Méthodes des équations différentielles partielles, par exemple la méthode des différences finies et la méthode des éléments finis ;
- Le calcul de valeurs propres et leurs vecteurs propres correspondants pour des matrices très grandes. Par exemple : l'état propre en physique quantique). On peut utiliser la méthode de la puissance itérée ;
- La méthode pseudo-spectrale (en).

Toutes ces méthodes et plusieurs autres sont employées pour calculer les propriétés physiques des systèmes à modéliser ou à simuler. La physique numérique couvre également la conception de logiciel et le paramétrage de structures informatiques (réseau, cluster) pour résoudre les problèmes. En général, la résolution de ces problèmes peut nécessiter des ressources informatiques importantes, notamment en ce qui concerne les capacités de mémoire et de l'unité de traitement des données (processeur).